# Nanny McPhee
Nanny McPhee (tạm dịch: Vú em McPhee) là một bộ phim hài gia đình tưởng tượng của Anh, Pháp và Mỹ năm 2005 dựa trên truyện Nurse Matilda của Christianna Brand. Đây là bộ phim của đạo diễn Kirk Jones với sự hợp tác của các hãng phim StudioCanal, Metro-Goldwyn-Mayer, Working Title Films và Three Strange Angels. Các nhà sản xuất của phim Lindsay Doran, Tim Bevan và Eric Fellner, còn người phụ trách âm nhạc cho phim là Patrick Doyle. Phim có sự tham gia của nhiều ngôi sao điện ảnh tên tuổi như Emma Thompson, Colin Firth, Angela Lansbury và Thomas Sangster. Hãng Universal Pictures chính thức công chiếu phim vào ngày 28 tháng 10 năm 2005. Thompson vừa tham gia diễn xuất vừa đảm nhiệm viết kịch bản cho phim vốn chuyển thể từ cuốn sách Nurse Matilda của Christianna Brand. Các địa điểm quay phim gồm Hambleden, Buckinghamshire tại Anh.

## Diễn viên
- Emma Thompson trong vai Nanny McPhee
- Colin Firth trong vai Cedric Brown
- Thomas Brodie Sangster trong vai Simon Brown
- Kelly Macdonald trong vai Evangeline
- Angela Lansbury trong vai Great Aunt Adelaide Stitch
- Eliza Bennett trong vai Tora Brown
- Jennifer Rae Daykin trong vai Lily Brown
- Raphaël Coleman trong vai Eric Brown
- Samuel Honywood trong vai Sebastian Brown
- Holly Gibbs trong vai Christianna "Chrissy" Brown
- Celia Imrie trong vai Mrs. Selma Quickly
- Imelda Staunton trong vai Mrs. Blatherwick
- Derek Jacobi trong vai Mr. Wheen
- Patrick Barlow trong vai Mr. Jowls
- Adam Godley trong Cha xứ

## Công chiếu
Hãng Universal Pictures chính thức công chiếu bộ phim vào ngày 28 tháng 10 năm 2005. Phim được hãng Universal Studios Home Entertainment phát hành trên DVD, VHS và Blu-ray vào ngày 9 tháng 5 năm 2006.